# Liste von Warndiensten für tropische Wirbelstürme
Diese Liste gibt die Wetterdienste, die auf die Frühwarnung von Wirbelstürmen der Tropen spezialisiert sind. Es handelt sich um nationale meteorologische Agenturen.
Die Weltorganisation für Meteorologie führt einige als spezielle Tropical Cyclone Warning Centre (TCWC), und daneben auch einige Regional Specialized Meteorological Centres (RSMCs, Gebietsdienste für Monitoringprogramme) im Verbund der Wirbelsturmwarnung (das Tropical Cyclone Programme im Rahmen des World Weather Watch Programme WWW).

Diese Agenturen sind auch für gewisse Meeresbereiche zuständig und übernehmen die Benennung dort entstandener Wirbelstürme. Außerdem fungieren sie in diesem Raum als Informationsstelle (englisch Tropical Cyclone Advisory Centre, TCAC) im Rahmen des Flugwetterdienstes für die Internationale Zivilluftfahrtorganisation (ICAO).

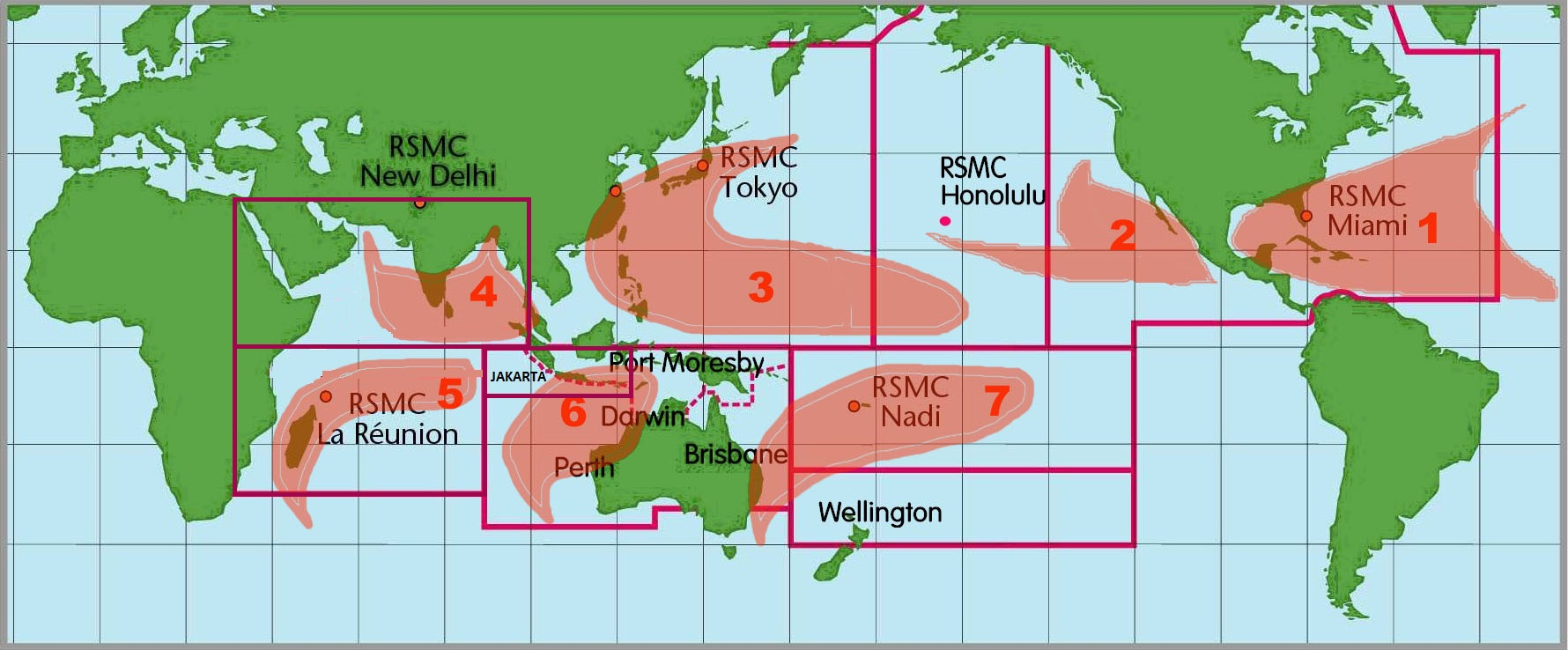
Verantwortungsgebiete und Lage der einzelnen RSMCs im Tropical Cyclone Programme mit den Hauptverbreitungsgebieten tropischer Wirbelstürme.

## Liste
gegr. … gegründet (in Klammer: heutige Form)
WMO … Status bei der WMO: TCWC oder RSMC
Der Weblink zielt auf die Nachrichtenseite der Website
| Land               | Name                                                                  | Abk.                      | englisch                                                     | Sitz                    | gegr.              | Region                                                                           | WMO  | Anmerkung | Web |
| ------------------ | --------------------------------------------------------------------- | ------------------------- | ------------------------------------------------------------ | ----------------------- | ------------------ | -------------------------------------------------------------------------------- | ---- | --- | --- |
| UNO                | Severe Weather Information Centre                                     | SWIC                      | Severe Weather Information Centre                            | Hongkong                | 2005/2001          | weltweit                                                                         |      | Dienst der World Meteorological Organization (WMO); betreut vom Hong Kong Observatory                                                                | en |
| Australien         | Bureau of Meteorology                                                 | BOM                       | Bureau of Meteorology                                        | Brisbane, Darwin, Perth | 1906               | südöstlicher Indischer Ozean; Golf von Carpentaria, Arafurasee; Korallenmeer     | TCWC | dem Ministry for Environment, Heritage and the Arts unterstellt                                                                                      | en |
| Fidschi            | Nadi-Tropical Cyclone Centre                                          | RSMC Nadi                 | Nadi-Tropical Cyclone Centre                                 | Nadi                    | 1996               | südwestlicher Pazifischer Ozean                                                  | RSMC | Dienststelle des Fiji Meteorological Service (FMS)                                                                                                   | en |
| Frankreich–Réunion | Centre des Cyclones Tropicaux de La Réunion                           | CMRS / RSMC La Reunion    | La Reunion Tropical Cyclone Centre                           | Saint-Denis             | 1993               | südwestlicher Indischer Ozean                                                    | RSMC | am Centre Météorologique Régional Spécialisé pour le Sud-Ouest de l’Océan Indien, einer Dienststelle von Météo-France                                | fr (Homepage) |
| Indien             | Tropical Cyclones New Delhi                                           | RSMC New Delhi            | Tropical Cyclones New Delhi                                  | Neu-Delhi               |                    | nördlicher Indischer Ozean: Golf von Bengalen, Arabisches Meer                   | RSMC | Dienststelle des India Meteorological Department | en |
| Indonesien         | Badan Meteorologi, Klimatologi, dan Geofisika                         | BMKG                      | Meteorological and Geophysical Agency                        | Jakarta                 | 1866 (2008)        | Indonesischer Inselraum                                                          | TCWC | | Website. In: meteo.bmg.go. Ehemals im Original (nicht mehr online verfügbar); abgerufen am 4. Januar 2023 (englisch). (Seite nicht mehr abrufbar. Suche in Webarchiven) |
| Japan              | Taiheiyō Taifū Center (太平洋台風センター)                            | RSMC Tokyo                | RSMC Tokyo – Typhoon Center                                  | Tokyo                   | 1989               | nordwestlicher Pazifischer Ozean; Südchinesisches Meer                           | RSMC | Dienststelle des Japan Meteorological Agency (JMA, 気象庁)                                                                                           | en (Homepage) |
| Kanada             | Centre canadien de prévisions des ouragans /Canadian Hurricane Centre | CHC                       | Canadian Hurricane Centre                                    | Dartmouth NS            | 1987               | Nordatlantik; nordöstlicher Pazifischer Ozean                                    | –    | Dienststelle der Environment Canada (EC, Umweltministerium)                                                                                          | en |
| Neuseeland         | Meteorological Service of New Zealand                                 | MetService                | Meteorological Service of New Zealand                        | Wellington              | 1992               | südlicher Pazifischer Ozean–Tasmansee                                            | TCWC | Staatliches Unternehmen (Meteorological Service of New Zealand Ltd)                                                                                  | en |
| Papua-Neuguinea    | Papua New Guinea Meteorological Service                               | TCWC-Port Moresby/PNG NWS | Papua New Guinea Meteorological Service                      | Port Moresby            |                    | Salomonensee und angrenzender Pazifischer Ozean, Golf von Papua                  | TCWC | | en (Webseite der WMO, Under Construction 2012) |
| Vereinigte Staaten | Joint Typhoon Warning Center                                          | JTWC                      | Joint Typhoon Warning Center                                 | Pearl Harbor HI         | 1959 (2000 Hawaii) | weltweit für Einrichtungen der Vereinigten Staaten                               | –    | Abteilung der United States Navy | en |
| Vereinigte Staaten | Central Pacific Hurricane Center                                      | CPHC HNL / RSMC Honolulu  | Central Pacific Hurricane Center / Honolulu Hurricane Center | Honolulu                | 1970               | zentraler nördlicher Pazifischer Ozean                                           | RSMC | Abteilung des Tropical Prediction Center (TPS) des National Weather Service (NWS) der Behörde National Oceanic and Atmospheric Administration (NOAA) | en |
| Vereinigte Staaten | National Hurricane Center                                             | NHC / RSMC Miami          | National Hurricane Center                                    | Miami FL                | 1959 (2000 Hawaii) | Nordatlantik, Karibisches Meer, Golf von Mexiko; nordöstlicher Pazifischer Ozean | RSMC | Abteilung des Tropical Prediction Center (TPC) des National Weather Service (NWS) der Behörde National Oceanic and Atmospheric Administration (NOAA) | en |